# Xul Solar
Xul Solar, eigentlich Oscar Agustín Alexander Schulz Solari, (* 14. Dezember 1887 in San Fernando, Provinz Buenos Aires; † 9. April 1963 in Tigre) war ein argentinischer Künstler und Maler.

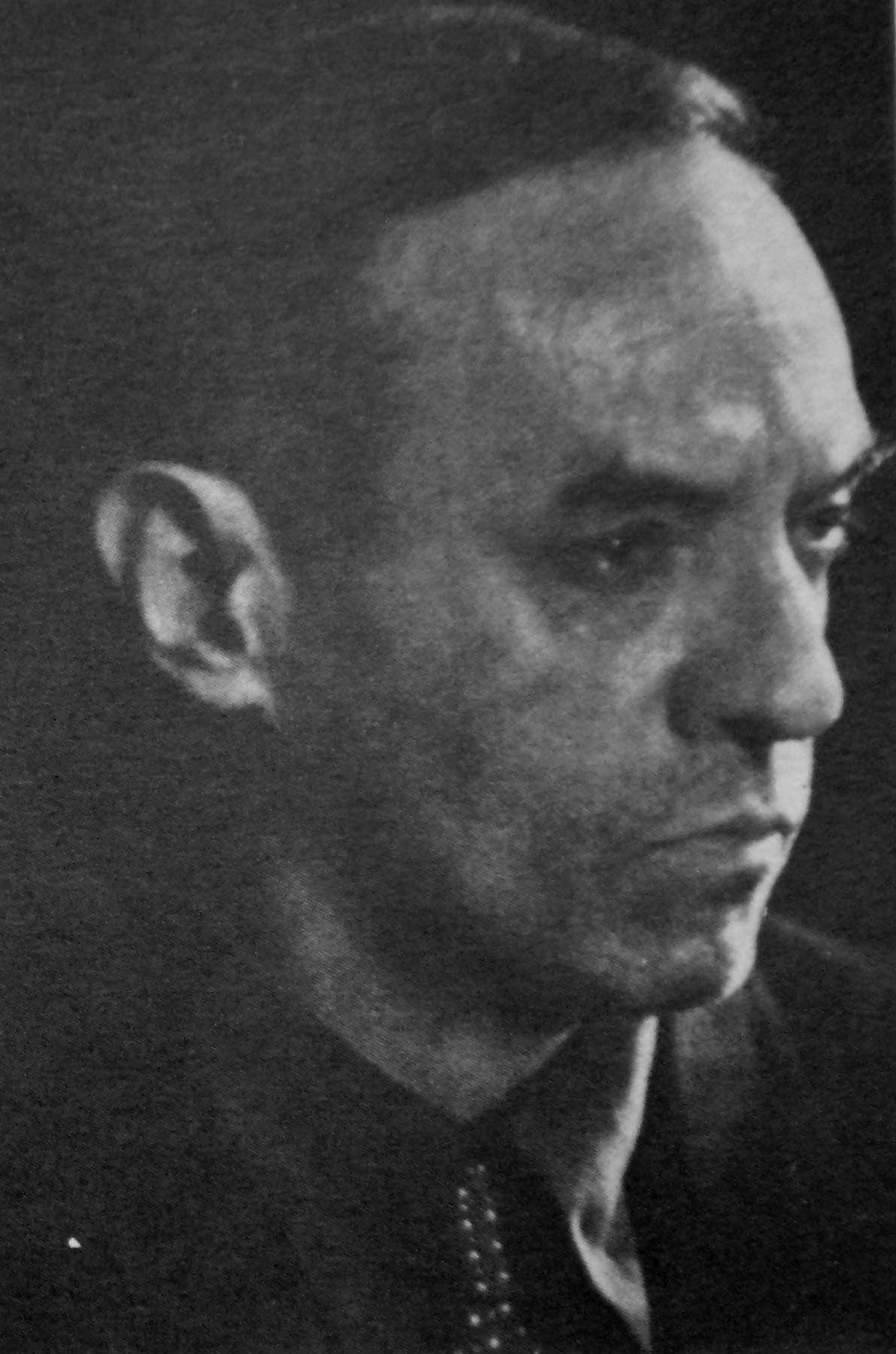
Oscar Agustín Alexander Schulz Solari – Xul Solar

## Leben
In den Jahren 1912 bis 1924 reiste Xul Solar durch Europa und lernte Künstler kennen, die die avantgardistische Bewegung in Europa begrüßten. Von ihnen lernte er verschiedene Kunstrichtungen wie Kubismus, Futurismus, Expressionismus und Surrealismus kennen. Die unterschiedlichen Aspekte dieser Kunstrichtungen übten einen starken Einfluss auf den jungen Künstler aus. Die wichtigste Person war aber Paul Klee. Neben dem Vorzug von Farben blieb für Symbole genug Platz in seinen Gemälden, in denen er Sonne, Burgen, Wege sowie Berge, Schlangen, Labyrinthe und Zeichen einsetzte.
Nach seiner Rückkehr nach Buenos Aires im Jahre 1924 eröffnete Xul Solar seine erste Einzelausstellung. Die Zeitschrift Que bezeichnete ihn damals als den Vorläufer in der Umsetzung bildkünstlerischer Prinzipien des Surrealismus in Argentinien. Neben anderen Dingen erfand er das Spiel El Panjuego, eine Art Schachspiel in drei Dimensionen, bei dem bei jedem Zug ein Buchstabe, eine Note und eine Farbe hervortrat. Auf diese Weise entstand während des Spieles ein Gedicht, ein Musikstück und ein Gemälde.
Xul Solar war eine zentrale Figur des argentinischen Surrealismus und zugleich Gelehrter mit enzyklopädischem Wissen. Er interessierte sich für Religion, Philosophie sowie für die Kabbala und Astrologie. Er beherrschte sechs lebende Sprachen sowie Latein, Altgriechisch und Sanskrit. In seinen Zeichnungen, Aquarellen und meist kleinformatigen Gemälden dominieren geometrisch menschliche Figuren und esoterische sowie archaisierende Zeichen.
In Buenos Aires gibt es ein Museo Xul Solar, in dessen Räumen zahlreiche Werke und Schriften des Künstlers ausgestellt sind.